# 都美
都美（とみ、1992年12月16日 - ）は、日本プロ麻雀協会所属のプロ女性雀士（14期前期生）。東京都出身。
解散した女流雀士のアイドルユニット「More」の元メンバー。グラビアアイドルやパチスロライターとしても活動している。

## 経歴
両親が麻雀好きのため麻雀に興味を持ち、18歳で雀荘に勤務した後、アイドルとしてもデビューした。アイドル活動と雀荘勤務を両立しながらプロテストを受験し、2015年に日本プロ麻雀協会の14期前期生としてプロ入会した。
「第4回麻雀リオダイヤモンドカップ」優勝。

## 出演

### テレビ
- 女流雀士 プロアマNo.1決定戦 てんパイクイーン（2016年 - 、テレ朝チャンネル2）シーズン2～9に出場
- 女神降臨 #147（2018年5月4日、MONDO TV）[5]
- 集まれ!キャラクター麻雀 #30・31（2024年10月25日・11月1日、テレビ朝日）[6]

### ウェブテレビ
- GACKTプロデュース！POKER×POKER～業界タイマントーナメント（2018年11月9日・16日、AbemaTV）[7]

## 作品

### 映画
- 麻雀放浪記2020（2019年4月5日、東映）監督:白石和彌 [8][9]

### オリジナルビデオ・Vシネマ
- むこうぶち15 高レート裏麻雀列伝 麻雀の神様（2018年12月25日、GPミュージアム）監督:片岡修二[10]
- むこうぶち16 高レート裏麻雀列伝 無邪気（2019年1月25日、GPミュージアム）監督:片岡修二[11]

### DVD
- 「近代麻雀Presents 麻雀最強戦2017 女流プレミアトーナメント 野望の女達 中巻」(2017)
- 「近代麻雀Presents 麻雀最強戦2017 女流プレミアトーナメント 野望の女達 下巻」(2017)
- 「2018女流モンド 新人戦 完全版」(2018)

## リンク
- 都美 (@tomi_pkmj) - X（旧Twitter）